# Christer A
Christer A, född 1952 i Harplinge, Halland, död 2008 i Södermanland, var en svensk privatinvesterare som utretts som misstänkt gärningsman i Palmemordet. Han har även benämnts helt anonymiserat som GH och mer sällan som C eller 49-åringen.
Han omnämndes som ”GH” (akronym för ”Gärningsmannaprofil nummer 8” – H är alfabetets åttonde bokstav) och rubricerades med ”Ensamstående man boende i innerstaden som gjort sig av med en hittills icke återfunnen revolver av den typ som användes vid mordet” i Granskningskommissionens rapport från 1999. Själv nekade han till brottet, både i polisförhör och i en intervju med Aftonbladet. Namnet på personen bakom kommissionens pseudonym ”GH” blev publicerat av den danske journalisten Paul Smith år 2012, efter en läcka inom polisen.

## Bakgrund
Christer A föddes 1952 i Halland och familjen bodde i Harplinge men flyttade senare till Stockholm och han gjorde sin värnplikt i Linköping. År 1980 vann han en stor summa pengar på spel och sade då upp sig från sitt arbete för att bedriva aktieförvaltning på heltid. Han handlade aktivt och använde belåning för att öka avkastningen. Christer A var sedan tidigare kritisk till Regeringen Palmes skattepolitik och hans ekonomi kom att direkt påverkas negativt av beslutet från den 27 februari 1986, dagen innan Palme sköts till döds, om en fördubbling av omsättningsskatten på aktier från 1 procent till 2 procent. Beskedet skapade dessutom ett kraftigt börsfall. Christer A bodde vid tiden för mordet på Olof Palme på Hälsingegatan i Vasastan i Stockholm, cirka 15 minuters promenad från Biografen Grand som makarna Palme var på väg hem i från vid mordet.

## Misstänkt för mordet på Olof Palme

### Provskjutningsaktionen
Christer A blev aktuell i Palmeutredningen i oktober 1989 genom en provskjutningsaktion av kända vapen. Provskjutningen skulle omfatta samtliga i Stockholms län registrerade vapen som var tänkbara som mordvapen. Christer A var en flitig sportskytt och var sedan 1980 registrerad innehavare av bland annat en Smith & Wesson .357 Magnum med sex tums pipa. Christer A fick minst två påminnelser om detta men infann sig aldrig för provskjutning, och Palmeutredningen noterade först i augusti 1993 att hans revolver återstod att undersöka och provskjuta.

### Gärningsmannaprofil-objekt
I juni 1993 fick kriminalkommissarie Jan Olsson och psykiater Ulf Åsgård i uppdrag att skapa en gärningsmannaprofil (GMP). Denna togs fram med hjälp av amerikanska FBI som i stort sett var eniga om att tillgängliga fakta pekade på en ”disorganiserad” gärningsman som agerat ensam. Baserat på gärningsmannaprofilen utarbetades en ”checklista” som i kommissionens rapport omfattar 86 personer. De 86 personerna reducerades till en lista med 6 personer som kallades ”GMP-objekt” varav fyra specifikt beskrivs i kommissionsrapporten:
1. En jugoslavisk man som tidigare dömts för dråpförsök (anonymiserad som GC)
2. Kriminell och mentalt störd man med uttalat palmehat (GF)
3. Psykiskt instabil man fixerad vid Olof Palme (GG)
4. Mannen som anonymiserats som GH: En man som bodde i innerstaden och hade avyttrat en icke-testad revolver[2]

### Förhör
Den 17 januari 1995 hämtades Christer A till förhör efter ett beslut av Palmeutredningens åklagare Anders Helin. Han berättade att på grund av att aktiemarknaden rasat kom han på visst ekonomiskt obestånd och under sommaren 1992 hade han en del skulder, och att han därför bestämde sig för att sälja revolvern, så den kunde inte längre provskjutas. Han uppgav att han sålt vapnet för 5500 kr till en okänd man han träffat i Kungsträdgården. Christer A menade vidare att han vid tidpunkten för mordet legat nedbäddad i bostaden med influensa. Under tiden för förhöret gjordes också en husrannsakan i hans bostad som dock blev resultatlös.
Vid ett senare förhör konfronterades Christer A med uppgiften att han långt före mordet skulle ha skjutit mot sin TV när Olof Palme medverkat i sändningen. Han anmäldes för detta och fick därpå sin vapenlicens suspenderad. Han förnekade dock att han medvetet hade avlossat sitt vapen. Han skulle istället haft vapenvård av sin revolver då ett vådaskott hade gått av och kulan hade på något sätt gått igenom TV:n och in i väggen bakom. Polisen inhämtade och undersökte splitter från en del av mantlingen som hade fastnat i dörrposten till balkongen, men utan resultat. 
Christer A förhördes sammanlagt fem gånger 1995–1998.

### Granskningskommissionen
Christer A är en av de misstänkta som nämns i Granskningskommissionens betänkande från 1999, sidorna  955–960. Det var i betänkandet som beteckningen ”GH” skapades för Gärningsmansprofil nummer 8. Efter förhöret 1995 förhördes han återkommande, och i maj 1996 upprättade Palmeutredarna en sammanfattning av ärendet. Denna avslutades med åtta punkter:
1. GH var vid tidpunkten för mordet bosatt på bekvämt gångavstånd från mordplatsen.
2. Han var innehavare av en Smith & Wesson .357 Magnum med sex tums pipa.
3. Han är en erkänt skicklig skytt.
4. Han har visat sig ha detaljkunskaper utöver det vanliga om Palme-utredningens olika skeden.
5. Han har fått minst två kallelser år 1990 men säger sig inte komma ihåg detta.
6. Hans förklaring om omständigheterna kring försäljningen av vapnet 1992 är föga trovärdig.
7. Han har uppgivit att han var sängliggande hemma dagarna före, under och efter mordet. Detta motsägs av annan utredning.
8. Hans utseende, hållning och sätt att röra sig uppvisar förbluffande överensstämmelse med uppgifterna om Olof Palmes mördare.

Ingemar Krusell och åklagare Jan Danielsson påpekade att inga vittnen kunde sätta Christer A i samband med brottsplatsen.

### Intervju med Aftonbladet
Det var först när Granskningskommissionens rapport publicerades 1999 som allmänheten blev medveten om förekomsten av misstankarna mot Christer A. Omedelbart efter publiceringen lyckades Aftonbladets journalist Anders Johansson efter visst letande få kontakt med honom. Han genomförde en intervju som publicerades den 11 augusti 1999 där Christer A dementerar att han skulle ha skjutit Palme. Han utvecklar också sin kritik mot polisarbetet där han menar att de bara "var ute efter att sätta dit någon". Expressen publicerade också en intervju med en man med samma namn under tiden efter att rapporten släpptes, men det visade sig vara fel person.

### Paul Smiths böcker
Teorin om Christer A utvecklades 2006 i den danske journalisten Paul Smiths dokumentärroman Opklaringen af et meget omtalt mord  och i hans senare publicerade facklitteraturbok Mordet på Olof Palme. Den endelige opklaring 2010. År 2012 publicerade han boken Palmes morder: er mordgåden løst? där han bland annat avslöjade namnet bakom kommissionens pseudonym GH och en av hans bostadsadresser.

### Marc Pennartz
Christer A är också ämnet i den nederländskspråkiga boken De vermoedelijke moordenaar van Olof Palme av den nederländsk-belgiske journalisten Marc Pennartz, som publicerades 2021. I boken citerar han material från Palmeutredningen och intervjuar en familjemedlem . År 2024 samarbetar han med Peter Isaksson i dokumentären The Palme Assassination: The Lost Trail, som också handlar om Christer A.

### Jon Jordås bok
Jon Jordås bok Den sista boken om mordet på Olof Palme från 2024 presenterar inga direkta nyheter, men har  betecknats som den mest övertygande framställningen av hypotesen om Christer A:s skuld.

## Död
Christer A dog sommaren 2008. Hans bror hade kontaktat Polismyndigheten i Stockholms län då han hade blivit orolig eftersom han inte kunde komma i kontakt med sin bror. Två ordningspoliser skickades och anlände strax därpå till Christer A:s bostad och ringde på. Efter att inte ha fått någon reaktion knackade de hårt på dörren och ropade ”Lås upp! Det är polisen!” varvid det kort därpå hördes ett skott inifrån lägenheten. Polisen bröt sig då in och kunde konstatera att Christer A hade tagit sitt liv.

### Böcker
- 2005 – Jan Bondeson. Blood in the snow. The Killing of Olof Palme. Cornell University Press. ISBN 0-8014-4211-7
- 2006 – Paul Smith (på danska). Opklaringen af et meget omtalt mord: dokumentarisk roman om drabet på Olof Palme. [Højbjerg]: Hovedland. Libris 11774191. ISBN 87-7739-833-5
- 2010 – Paul Smith (på danska). Mordet på Olof Palme : den endelige opklaring. [Højbjerg]: Hovedland. Libris 11774256. ISBN 978-87-7070-199-0
- 2012 – Paul Smith (på danska). Palmes morder: er mordgåden løst?. Højbjerg: Hovedland. Libris 13456844. ISBN 978-87-7070-323-9
- 2021 – Marc Pennartz (på nederländska). De vermoedelijke moordenaar van Olof Palme. Brave New Books. ISBN 978-94-6418-802-8

- 2024 – Jon Jordås. Den sista boken om mordet på Olof Palme. Stockholm 2024. ISBN 9789127188310.